# Dunville & Co
Dunville & Co était une distillerie de whiskey et une maison de thé à Belfast, surtout réputée pour le pure pot still whiskey qu'elle fabriquait et exportait.

## Histoire
La société a été fondée par John Dumvill. Il rejoint la distillerie de William Napier, Napier & Co, en 1801 à l'âge de 16 ans. En 1807, il devient un associé de l'entreprise qui est renommée Napier and Dunvill, l'orthographe de « Dumvill » étant changée en « Dunville ». En 1825 le nom de la société devient Dunville and Company. À cette occasion, la distillerie déménage de Bank Lane à Calender Street.
En 1837, Dunville & Co commence à produire son whisky le plus populaire, le Dunville's VR. Un pure pot still whiskey baptisé en l'honneur de la reine Victoria, sacrée cette année-là. Les initials V.R. étant l'abréviation de Victoria Regina. Le Three Crowns est aussi produit à partir de cette année là, tirant également son appellation d'un clin d’œil à la monarchie britannique.

### Royal Irish Distilleries
En 1869, Dunville & Co déménage à l'ouest de Belfast à Grosvenor Road, non loin de la gare de Great Victoria Street. Cette nouvelle distillerie, construire par Dunville & Co, prend le nom de Royal Irish Distilleries. Elle est alors la plus moderne d'Irlande, constituée d'un bâtiment en briques rouges de quatre étages, comprenant une cheminée de 49 mètres de hauteur, et profite de sa proximité avec la gare pour amener charbon et malt vers l'usine, ainsi que pour exporter sa production. C'est au cours de cette même décennie que le commerce et la préparation de mélanges de thé est cédé à une succursale créée pour l'occasion, William Dunville & Co, en raison des régulations d'alors qui interdisent distillation et préparation de thé à moins de 2 miles de distance l'un l'autre.

### Fermeture
Dans les années 1920, l'entreprise est encore prospère. À la fin de la période de prohibition aux États-Unis, Dunville & Co a des difficultés à reprendre ses positions sur le marché américain. Une suite de décès prématurés au sein de la famille Dumvill laisse par la suite l'entreprise sans dirigeant. Le dernier héritier et président de Dunville, Robert Lambart, décède en 1931, laissant l'entreprise à ses administrateurs et, en 1936 Dunville & Co. est liquidée,. Les Royal Irish Distilleries sont alors la dernière distillerie en activité de Belfast à mettre les clés sous la porte.

## Distillery Football Club
En 1879, sous l'impulsion de Bob Baxter, les employés de la distillerie forment une équipe de cricket. L'équipe commence à pratiquer le football en 1880, ce qui mène à la création du Distillery Football Club, l'un des plus grands clubs de l'histoire du football nord-irlandais.
Dès 1880, les directeurs de Dunville cèdent au bénéfice de l'équipe un terrain derrière les Royal Irish Distilleries, qui servait auparavant pour l'évacuation des eaux usées et comme réservoir en cas d'incendie. À nouveau en 1889, c'est l'entreprise qui donne un nouveau terrain à disposition du club pour bâtir un stade, à Grosvenor Park non loin des locaux de la distillerie. Dunville aide là aussi à défricher et mettre en l'état le terrain. Distillery quittera ce stade au début des années 1970 à cause de l'émergence des Troubles,, le social club étant endommagé par un incendie en 1971.

## Utilisation contemporaine de la marque
Depuis 2013, la distillerie Echlinville produit des whiskys pour les commercialiser sous les marques de Dunville, V.R. et Three Crowns. Ces whiskys sont distillés dans la péninsule d'Ards à Kircubbin. Les premières bouteilles intégralement distillées et maturées au sein d'Echlinville sont mis en vente au cours de l'année 2016.

## Annexe